# Safaree Samuels
Safaree Lloyd Samuels (Brooklyn, 4 luglio 1981) è un rapper, cantautore e personaggio televisivo statunitense con cittadinanza giamaicana.
Samuels ha iniziato la sua carriera musicale nel gruppo dei Hoodstars ma è anche conosciuto, soprattutto negli Stati Uniti, per la sua carriera da solista. Nel 2016 è entrato nel cast del reality show trasmesso su VH1, Love & Hip Hop: Hollywood. Nel 2017 è tornato a vivere nella sua città natale di New York ed è entrato nel cast di Love & Hip Hop: New York.

## Biografia
Safaree Samuels è nato a Brooklyn il 4 luglio 1981. Ha due sorelle, Shaneequa e Samantha Samuels. Ha frequentato la Midwood High School.

## Carriera

### 2000-2009: gli esordi e il gruppo Hoodstars
Samuels ha iniziato la sua carriera musicale nel gruppo degli Hoodstars, formatosi nei primi anni 2000 con la rapper Nicki Minaj e i rapper Lou$tar e Seven Up. Nel 2004 il gruppo ha registrato la canzone d'ingresso per la wrestler Victoria, alla cerimonia della WWE Diva. Il brano, intitolato Don't Mess With, è stato incluso nell'album compilation ThemeAddict: WWE The Music, Vol.6. Dopo lo scioglimento del gruppo, la Minaj ha iniziato la sua carriera da solista e Samuels l'ha seguita per alcuni anni come hype man, ed ha avuto una relazione sentimentale con la rapper.

### 2010-2014: i progetti musicali con Nicki Minaj
Nel 2010 Samuels ha co-scritto il testo per il singolo Did It On'em estratto dall'album di debutto di Nicki Minaj, Pink Friday. Nel 2012 è apparso nel video musicale della rapper Stupid Hoe. Nel 2012 la Minaj ha pubblicato il suo secondo album, Pink Friday: Roman Reloaded, dove Samuels è accreditato della composizione di sei brani, inoltre ha collaborato con la rapper nella traccia Press Conference.
Verso la fine del 2014 il rapper ha concluso la sua lunga relazione con la Minaj. Si ritiene che la rapper si sia ispirata alla relazione con Safaree per scrivere alcuni brani del terzo album in studio The Pinkprint.

### 2015-presente: la carriera da solista eLove & Hip Hop
Nel 2015 Samuels ha pubblicato due mixtape, It Is What It Is e It Is What It, Vol. 2 Nel maggio del 2016 VH1 ha annunciato che Samuels avrebbe fatto parte del cast del reality show Love & Hip Hop: Hollywood, presentato in anteprima in agosto. Nel luglio 2016 Samuels ha pubblicato un nuovo mixtape intitolato Real Yard Vibes. Nel 2017 si trasferisce a New York e prende parte al cast dell'edizione newyorchese di Love & Hip Hop.
Nel febbraio 2018 Samuels è stato premiato con il Blue & Bougie Impact Award.

## Vita privata
Samuels ha frequentato la rapper Nicki Minaj dal 2000 al 2014.
Si è fidanzato con la modella, personaggio televisivo e attrice Erica Mena il 24 dicembre 2018. La coppia si è sposata il 7 ottobre 2019 e il 2 febbraio 2020 è nata la loro prima figlia.

## Discografia

### Album in studio
- 2020 – Straitt

### Mixtape
- 2015 – It Is What It Is
- 2015 – It Is What It Is, Vol. 2
- 2016 – Real Yard Vibes
- 2017 – Fur Coat Vol. 1

## Programmi televisivi
- Love & Hip Hop: Hollywood, reality (2016-18)
- Love & Hip Hop: New York, reality (2017-presente)